# Союз МС-18
Союз МС-18 «Ю. А. Гагарин» (№ 748) − российский транспортный пилотируемый космический корабль, запуск которого к Международной космической станции состоялся 9 апреля 2021 года. Запуск пилотируемого корабля «Союз МС» был произведён с помощью ракеты носителя «Союз-2.1а» со стартовой площадки № 31 космодрома Байконур. На МКС были доставлены три участника космических экспедиций МКС-64/65.

## Название корабля
Пилотируемый корабль получил собственное название «Ю. А. Гагарин», в честь первого космонавта Земли Юрия Алексеевича Гагарина. Имя нанесено на поверхность экранно-вакуумной теплоизоляции бытового отсека корабля.

## Экипаж
| Космонавт       | Должность                    | № полёта        | Организация     |
| Основной экипаж | Основной экипаж              | Основной экипаж | Основной экипаж |
| --------------- | ---------------------------- | --------------- | --------------- |
| Олег Новицкий   | Командир ТПК «Союз МС»       | 3               | Роскосмос       |
| Пётр Дубров     | Бортинженер-1 ТПК «Союз МС»  | 1               | Роскосмос       |
| Марк Ванде Хай  | Бортинженер-2 ТПК «Союз МС»  | 2               | NASA            |
| Дублёры         |                              |                 |                 |
| Антон Шкаплеров | Командир ТПК «Союз МС»       | 4               | Роскосмос       |
| Олег Артемьев   | Бортинженер-1 ТПК «Союз МС»  | 3               | Роскосмос       |
| Энн Макклейн    | Бортинженер-2 ТПК «Союз МС»  | 2               | NASA            |
| Экипаж посадки  |                              |                 |                 |
| Олег Новицкий   | Командир ТПК «Союз МС»       | 3               | Роскосмос       |
| Клим Шипенко    | Участник космического полёта | 1               | Первый канал    |
| Юлия Пересильд  | Участник космического полёта | 1               | Первый канал    |

Основной и дублирующий экипажи 65-й длительной экспедиции на Международную космическую станцию были утверждены Межведомственной комиссией по отбору космонавтов в ноябре 2020 года.
11 января 2021 года Межведомственная комиссия по отбору космонавтов и их назначению в составы экипажей пилотируемых кораблей и станций, основываясь на предписании Главной медицинской комиссии, заменила в составе дублирующего состава космонавта-испытателя Андрея Бабкина на Олега Артемьева.
10 марта 2021 года Роскосмос заявил о возврате практики международных запусков. Вместо российского космонавта Сергея Корсакова в состав основного экипажа был назначен астронавт НАСА Марк Ванде Хай, а в дублирующий экипаж была включена астронавт Энн Макклейн вместо космонавта Дмитрия Петелина. Также, 10 марта, Госкомиссией было принято решение о полёте и дальнейшей стыковке корабля «Союз МС-18» с МКС по «сверхкороткой» (двухвитковой) схеме.

## Полёт
Ракета-носитель «Союз-2.1а» с кораблём «Союз МС-18» стартовала 9 апреля 2021 года в 10:42 (МСК) с площадки № 31 космодрома Байконур. Полёт к МКС был проведён по «сверхкороткой» схеме. За 3 часа 22 минуты после старта было выполнено два витка вокруг Земли и в 14:04 (МСК) корабль пристыковался к модулю «Рассвет».
2 июня космонавты Олег Новицкий и Пётр Дубров совершили плановый выход в открытый космос (ВКД-48), в ходе которого успешно выполнили все работы по монтажу оборудования на внешней поверхности российского сегмента Международной космической станции. Космонавты заменили сменную панель регулятора расхода жидкости в системе терморегулирования функционально-грузового блока «Заря» и подготовили к отстыковке модуль «Пирс». Продолжительность внекорабельной деятельности составила 7 часов 19 минут.
В ночь с 3 на 4 сентября 2021 года космонавты Олег Новицкий и Петр Дубров совершили второй плановый выход в открытый космос (ВКД-49) для интеграции многоцелевого лабораторного модуля «Наука», впервые после его стыковки с Международной космической станцией. Космонавты подключили кабели системы электроснабжения и состыковали кабель Ethernet. Продолжительность внекорабельной деятельности составила 7 часов 54 минуты.
9 сентября космонавты Новицкий и Дубров совершили третий выход в открытый космос, который продолжался 7 часов 20 минут. Космонавты подключили кабель локальной сети Ethernet, два высокочастотных кабеля телевизионной связи и кабель между фидерными устройствами «Курс-П» модуля «Звезда» и «Курс-П» модуля «Наука», установили перекидной поручень № 4005 на модуле «Наука» и платформу с контейнерами эксперимента «Биориск-МСН».
28 сентября экипаж корабля провёл перестыковку ТПК «Союз МС-18» с модуля «Рассвет» к стыковочному узлу ССВП временного переходника «ССВП-М⇒ССВП», установленному на гермоадаптере модуля «Наука». Расстыковку корабля от МКС, её облёт и последующую стыковку «Союз МС-18» с МКС выполнял командир экипажа космонавт Олег Новицкий с помощью системы ручного управления. Целью перестыковки были — освобождение порта на модуле «Рассвет» для пилотируемого корабля «Союз МС-19», который планировался прилететь на станцию 5 октября 2021 года, а также проверка работы стыковочного оборудования многоцелевого лабораторного модуля «Наука».
После прибытия 5 октября 2021 года на МКС экипажа ТПК «Союза МС-19», космонавты Антон Шкаплеров и Олег Новицкий провели плановые работы по перестановке ложементов членов съёмочной группы фильма «Вызов» актрисы Юлии Пересильд и режиссёра Клима Шипенко с «Союза МС-19» на корабль «Союз МС-18», в котором съёмочная группа вместе с космонавтом Олегом Новицким (командир корабля) вернулась на Землю.
15 октября 2021 года при тестировании двигателей транспортного пилотируемого корабля «Союз МС-18», произошло временное изменение ориентации Международной космической станции. Ориентация МКС была оперативно, в течение получаса, восстановлена персоналом Главной оперативной группы управления российским сегментом МКС. По данным руководителя полёта российского сегмента Владимира Соловьева, разворот МКС составил 57°.
Пётр Дубров и Марк Ванде Хай продолжат свой полёт на МКС в составе экспедиции МКС-66 и войдут в экипаж посадки «Союз МС-19» вместе с космонавтом Антоном Шкаплеровым.

## Посадка
17 октября 2021 года в 04:14:05 мск корабль «Союз МС-18» отделился от российского сегмента станции. Его двигательная установка в штатном режиме включилась на торможение в 06:41:46 мск, после чего он начал сход с орбиты. Вскоре после этого «Союз» разделился на три отсека, а экипаж из трех человек в спускаемом аппарате испытал перегрузки около 4g.
В 07:35:44 мск спускаемый аппарат транспортного пилотируемого корабля «Ю. А. Гагарин» (Союз МС-18) совершил посадку в расчётной точке на территории Казахстана. На Землю вернулся экипаж в составе Героя России, космонавта Роскосмоса Олега Новицкого и участников космического полёта в рамках научно-просветительского проекта «Вызов» Клима Шипенко и Юлии Пересильд.